# Осташов, Андрей Алексеевич
Андрей Алексеевич Осташов (род. 26 октября 1970, Лида, Гродненская область, Белоруссия) — художник, скульптор, член Белорусского союза художников, работает в камне и бронзе, занимается рисунком и графикой, автор художественных плакатов и буклетов.

## Биография
Андрей Осташов родился в городе Лида, БССР.
В 1997 году закончил отделение скульптуры Белорусской государственной академии искусств в Минске в мастерской профессора Г. Муромцева, дипломная работа — под руководством А. Финского.
Член Белорусского союза художников, стипендиат Министра культуры Республики Беларусь, участник более ста республиканских и международных выставок, художественных пленэров, международных стажировок.
Неоднократный лауреат художественных и архитектурных конкурсов, стипендиат Министра культуры Республики Польша.
Живёт и работает в Минске (Республика Беларусь) и Пьетрасанта (Италия), где сегодня отливаются скульптуры.
Под патронажем художника в феврале 2020 года открыта Академия Творчества OST, где в марте 2020 состоялся OST ART FESTIVAL 2020 — это конкурс для скульпторов, целями которого являются развитие и популяризацию творчества, поддержку талантливых художников и помощь в их продвижении.

## Скульптор как уходящая натура
«Самый первый взгляд на скульптуры Андрея Осташова даёт понимание того, что их автор прекрасно чувствует прежде всего линию, в которую встраивает объём и форму. Он — отважный художник, принадлежащий к уже давно исчезающей, но все ещё существующей породе эстетов-философов.
Вот уже второе столетие в мейнстриме искусства — концепт, провокация, отрицание обязательной красоты. Но для Осташова красота непременна и неотъемлема.
Сам по себе — как человек — он сдержан и немногословен. Но его скульптуры — изысканы, нежны, они трепещут под зрительским взглядом, они наполнены живой чувственностью. Это абсолютная архаика, подобная сентиментальность в изобразительном искусстве давно осуждена и отвергнута, предана арт-критической анафеме. Но — нет стереотипов у таланта. Искренность и честность автора подкупает и заставляет задуматься: о привычках восприятия, о „красоте“ в искусстве… И, наконец, об идее, которую воплотил мастер в каждом произведении, столь сложном, многодельном, драгоценном.
Размышляя о скульптурах Осташова, искусствоведы и зрители говорят об эстетике Востока и Запада, глубине смыслов древних эпосов и мифов и воссоединении всех этих многосложных и многослойных историй в творчестве современного белорусского мастера. Однако скульптор — это, прежде всего, создатель формы и линии, знаток бронзы и камня, творец поверхности и объёма. Это его главные идеи и его главные слова. Его язык — уникальный и сильный, и он в ответе за то, что услышит зритель. Все остальное тоже важно — юные дочери, которые защищены его образами, древние мифы, из которых пришли сюжеты и лица, виртуозная техника лепки, культура отливки…
Эта персональная и профессиональная культура чувствуется во всем: в дизайне его мастерской, в манере говорить и держаться, в чёткости рисунка, в тонкости лепки, в аккуратности литья и в изысканности тонировки поверхности. Даже в дизайне подачи и экспозиции — что тоже есть демонстрация уважения к себе, своим работам и зрителю.
Андрей Осташов — скульптор, каких уж нет.»
Елена Тюнина, кандидат искусствоведения

## Творчество
На начало 2020г художником созданы 253 бронзовых скульптуры в следующих сериях:
- 2019 серия «Внутренний покой»
- 2017 серия «Элементы»
- 2015 серия «Маленькие левитации»
- 2014 серия «Девичий дозор»
- 2013 серия «Евразия»
- 2012 серия «Зимняя колыбельная»
- 2011 серия «Метаморфозы»
- 2010 серия «Сокровища самурая»
- 2009 серия «Прогулка в небесах»
- 2008 серия «Сонькина тележка»
- 2007 серия «В поисках материка»
- 2006 серия «Прогулка на единороге»
- 2005 серия «Возрождение мифа»

и 89 литографий, в следующих сериях:
- 2019 серия «Создание пространства»
- 2010 серия «Бабочки»
- 2010 серия «Девушка и гном»
- 2010 серия «Дневник семьи»
- 2007 серия «Диалог с ребёнком»

## Награды, дипломы и премии
- 2003 — Диплом стипендиальной программы Министра культуры Республики Польши «Gaude Polonia» (Академия искусств в Кракове, Центр современной скульптуры в Ороньско), Польша.
- 2004 — Диплом III степени на пленэре «Скульптурный вернисаж», Светлогорск, Белоруссия.
- 2005 — Диплом I степени на Республиканском пленэре по скульптуре «Автограф в камне», Светлогорск, Белоруссия.
- 2005 — Диплом лауреата «за аллегорический перфекционизм в воплощении темы „Эрос и Танатос“» на 1-м конкурсе изобразительного искусства «Арслонга-2005», Минск, Белоруссия.
- 2005 — Диплом III степени Международной ассоциации союзов архитекторов за композицию «Похищение в Европу» на Международном конкурсе архитекторов «Леонардо-2005», Минск, Белоруссия.
- 2005 — Годовая стипендия министра культуры Республики Беларусь.
- 2008 — Победитель в номинации «скульптура» на I Белорусской биеннале живописи, графики и скульптуры, Минск, Белоруссия.
- 2013 — Премия в области искусства «Вера» в номинации «За широту замысла и грандиозность воплощения» (VII Московский Международный Фестиваль искусств, ЦДХ) Москва, Россия.

## Избранные выставки[3]
- 2013 персональная выставка в Русском музее (Санкт-Петербург)[4];
- 2015 «Девичий дозор» в Национальном художественном музее, Минск[5].
- 2015 «Маленькие левитации», Минск[6][7][8][9];
- 2015 персональная экспозиция в рамках выставки-ярмарки VIENNAFAIR MASTERS 2015, г. Вена, Австрия[10];
- 2017 персональная выставка «Море внутри» в рамках SochiYachtShow 2017, г. Сочи, Россия[11][12][13][14].
- 2017 выставка в Carrousel du Louvre, Париж, Франция
- 2018 персональная выставка «Элементы» в Национальном Музей Грузии, Тбилиси
- 2018 персональная выставка «Seven veils of Eurasia», Kulanshi Art Space, Астана, Казахстан
- 2018 персональная выставка «Westen und Osten», COORE Art Space, Вена, Австрия
- 2018 участие в «Art Taipei» 2018, Тайпей, Тайвань
- 2018 участие в «Shanghai Art Fair 2018», Шанхай, Китай
- 2018 персональная выставка Формы памяти Архивная копия от 4 августа 2020 на Wayback Machine, музей «Эрарта», Санкт-Петербург, Россия
- 2019 участие в ART MOMENTS 2019 Архивная копия от 31 января 2022 на Wayback Machine, Джакарта, Индонезия
- 2019 персональная выставка «Les personnages», Монако[15]
- 2019 участие в 8th China Biennale, XO Gallery, Пекин, Китай
- 2019 персональная выставка «Тайна Минотавра», музей Савицкого, галерея «Artport» Минск, Республика Беларусь[16]
- 2019 персональная выставка «Дети солнца», Минск

## Видеоматериалы
- 2015, скульптор Андрей Осташов в программе «Простые вопросы» с Егором Хрусталёвым
- 2016, Андрей Осташов. Как рождаются шедевры. фильм об авторе
- 2017, ролик об арт-проекте А.Осташова «Море Внутри», Сочи
- 2019, Les Personnages TV MonacoChannel, репортаж с выставки, Монако
- 2019, фильм о рождении бронзовой скульптуры «Алхимия бронзы», Минск
- 2019, фильм к выставке Андрея Осташова «Тайна Минотавра», Минск